# 郭圩乡
郭圩乡，是中华人民共和国江西省抚州市崇仁县下辖的一个乡镇级行政单位。

## 行政区划
郭圩乡下辖以下地区：
程家村、下屋村、贯桥村、陂树下村、胡家村、甘家村、郭圩村和东边村。